# Seymeria gypsophila
Seymeria gypsophila är en snyltrotsväxtart som beskrevs av Billie Lee Turner. Seymeria gypsophila ingår i släktet Seymeria och familjen snyltrotsväxter. Inga underarter finns listade i Catalogue of Life.